# Bödabucht
Koordinaten: 57° 17′ 12″ N, 17° 4′ 29″ O

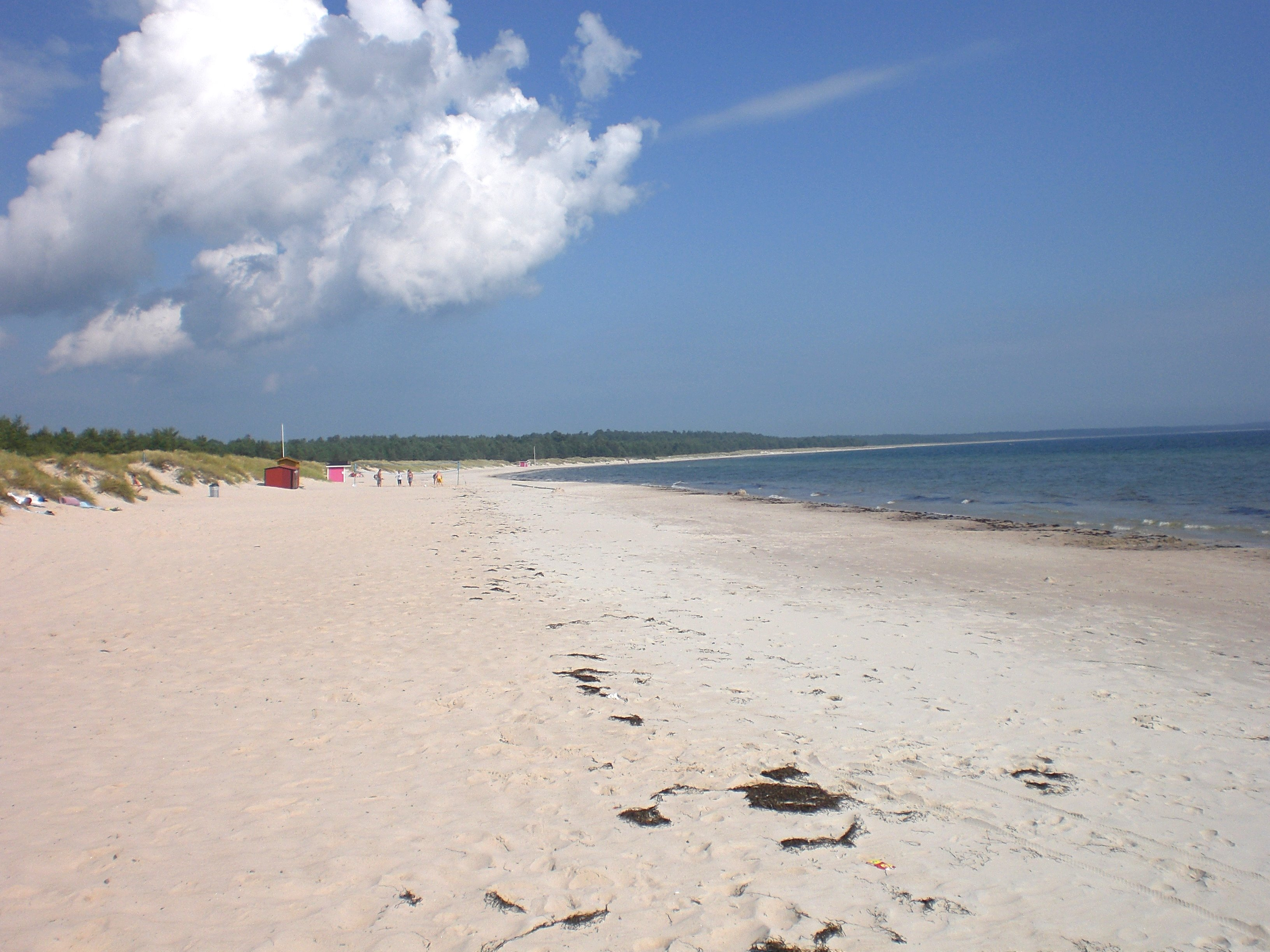
Bödabucht – Blick von Böda sand nach Norden

Die Bödabucht (schwedisch Bödabukten) ist eine Bucht auf der schwedischen Ostseeinsel Öland.
Mit einer Uferlänge von etwa elf Kilometern zieht sich die Bucht im Nordosten der Insel an der Ostsee entlang. Die Entfernung des nördlichen Kaps Ängjärnsudden zum südlichen Kap Karsnabben beträgt Luftlinie etwa acht Kilometer. Im Süden der Bucht befindet sich der namengebende Ort Böda.
Bekannt ist die Bödabucht für ihre langen feinen Sandstrände. Insbesondere im südlichen Teil ist sie daher touristisch mit großen Zeltplätzen erschlossen. Entlang der gesamten Uferlinie sind Badeplätze ausgewiesen. Der nördliche Teil der Bucht gehört zum Naturreservat Bödakusten östra.